# Guperding
Guperding ist ein Ortsteil der Gemeinde Tuntenhausen im oberbayerischen Landkreis Rosenheim.
Der Ort liegt nordwestlich des Kernortes Tuntenhausen. Westlich verläuft die St 2089, östlich fließt die Moosach.

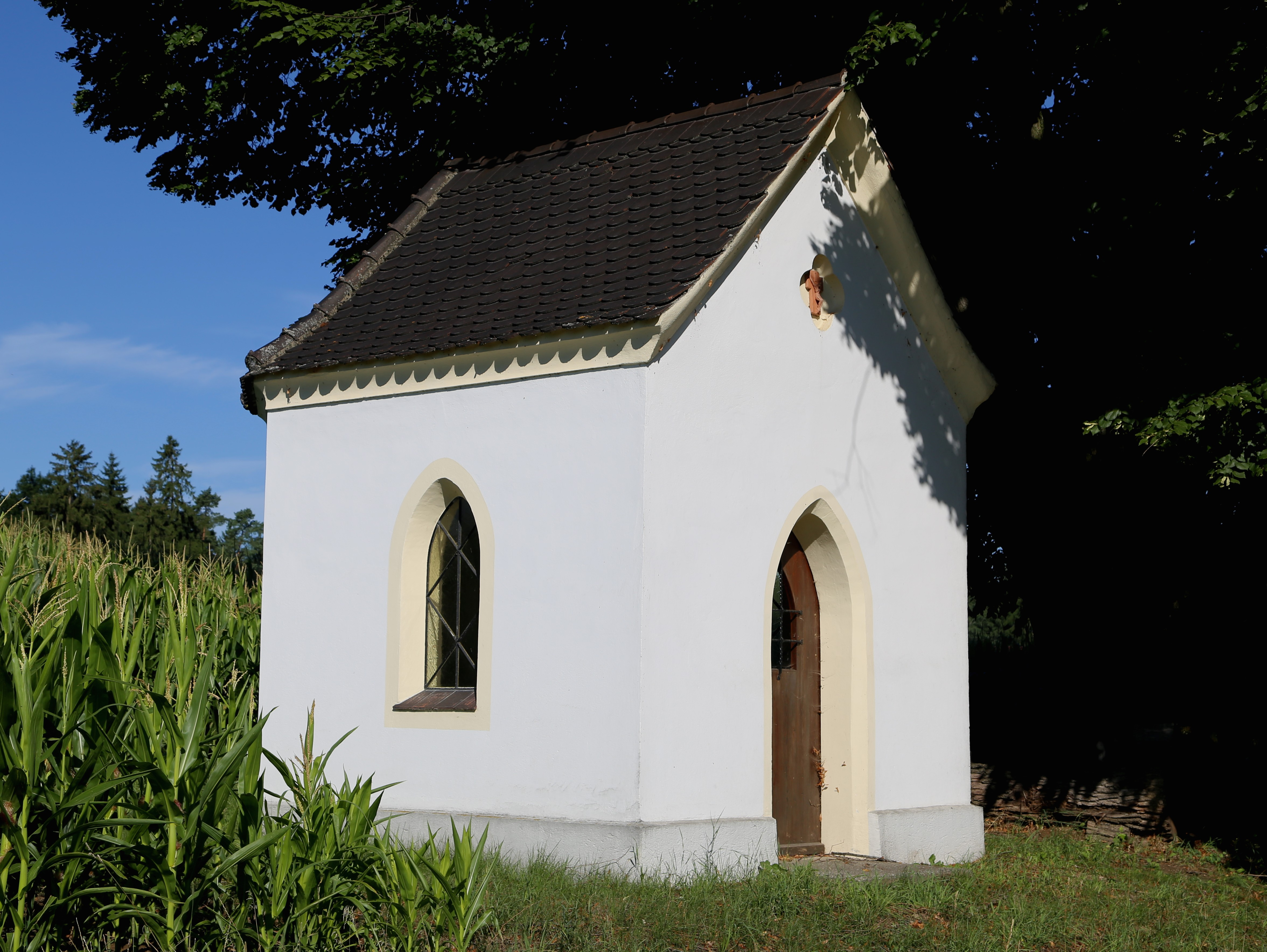
Die Kapelle in Guperding (2017)

## Sehenswürdigkeiten
In der Liste der Baudenkmäler in Tuntenhausen ist für Guperding ein Baudenkmal aufgeführt:
- Die Kapelle am südlichen Ortsrand ist ein neugotischer Satteldachbau, der um 1850 errichtet wurde.